# Philonotis mollis
Philonotis mollis là một loài rêu trong họ Bartramiaceae. Loài này được Dozy & Molk. Mitt. mô tả khoa học đầu tiên năm 1859.